# Convenio sobre los efectos transfronterizos de los accidentes industriales
El Convenio sobre los Efectos Transfronterizos de los Accidentes Industriales es un convenio de la Comisión Económica de las Naciones Unidas para Europa (CEPE) firmado en Helsinki, Finlandia, el 17 de marzo de 1992, que entró en vigor el 19 de abril de 2000. El Convenio tiene por objeto proteger a las personas y el medio ambiente contra los accidentes industriales. El Convenio pretende evitar que se produzcan accidentes, o reducir su frecuencia y gravedad y mitigar sus efectos en caso necesario. El Convenio promueve la cooperación internacional activa entre países, antes, durante y después de un accidente industrial.
El Convenio ayuda a sus Partes - es decir, a los Estados o a determinadas organizaciones regionales que han acordado obligarse por el Convenio - a prevenir los accidentes industriales que puedan tener efectos transfronterizos y a prepararse y responder a los accidentes que se produzcan. El Convenio también anima a sus Partes a ayudarse mutuamente en caso de accidente, a cooperar en materia de investigación y desarrollo y a compartir información y tecnología.
La Conferencia de las Partes se constituyó como órgano rector del Convenio en su primera reunión, celebrada en Bruselas del 22 al 24 de noviembre de 2000.
En agosto de 2013, el Convenio contaba con 41 Partes, entre ellas la Unión Europea, Rusia y la mayoría de los demás países de toda Europa, así como Armenia, Azerbaiyán y Kazajistán. El tratado ha sido firmado pero no ratificado por Canadá y Estados Unidos.
En su tercera reunión, celebrada en 2004, la Conferencia de las Partes adoptó un Programa de Asistencia para ayudar a los países de Europa Oriental, el Cáucaso, Asia Central y Europa Sudoriental a aplicar el Convenio.
El Protocolo sobre Responsabilidad Civil por Daños e Indemnización de Daños Causados por los Efectos Transfronterizos de Accidentes Industriales sobre las Aguas Transfronterizas, fue adoptado en Kiev, Ucrania el 21 de mayo de 2003. El Protocolo es un instrumento conjunto del Convenio sobre los Efectos Transfronterizos de los Accidentes Industriales y del Convenio sobre la Protección y Utilización de los Cursos de Agua Transfronterizos y de los Lagos Internacionales. El Protocolo fue firmado por 24 Estados europeos pero, a fecha de 2013, el Protocolo solo ha sido ratificado por Hungría y no está en vigor.